# Бужару

Бужару на карте штата.

Бужару (порт. Bujaru) — муниципалитет в Бразилии, входит в штат Пара. Составная часть мезорегиона Агломерация Белен. Входит в экономико-статистический микрорегион Кастаньял. Население составляет  25 695 человек на 2010 год. Занимает площадь 1005,168 км². Плотность населения — 25,56 чел./км².

## Демография
Согласно сведениям, собранным в ходе переписи 2010 г. Национальным институтом географии и статистики (IBGE), население муниципалитета составляет:
| Полное население                               | Полное население                               | Полное население                               | Полное население                               | 25 695 |
| ---------------------------------------------- | ---------------------------------------------- | ---------------------------------------------- | ---------------------------------------------- | ------ |
| в том числе:                                   | Городское население                            | 8099                                           | Процент городского населения, %                | 31,52  |
|                                                | Сельское население                             | 17 596                                         | Процент сельского населения, %                 | 68,48  |
|                                                | Мужское население                              | 13 335                                         | Процент мужского населения, %                  | 51,90  |
|                                                | Женское население                              | 12 360                                         | Процент женского населения, %                  | 48,10  |
| Плотность населения, чел/км²                   | Плотность населения, чел/км²                   | Плотность населения, чел/км²                   | Плотность населения, чел/км²                   | 25,56  |
| Население муниципалитета в % к населению штата | Население муниципалитета в % к населению штата | Население муниципалитета в % к населению штата | Население муниципалитета в % к населению штата | 0,34   |

По данным оценки 2015 года население муниципалитета составляет 27 689 жителей.

## Статистика
- Валовой внутренний продукт на 2003 год составляет 42 665 979,00 реалов (данные: Бразильский институт географии и статистики).
- Валовой внутренний продукт на душу населения на 2003 год составляет 1792,76 реалов (данные: Бразильский институт географии и статистики).
- Индекс развития человеческого потенциала на 2000 год составляет 0,659 (данные: Программа развития ООН).

## Административное деление
Муниципалитет состоит из 2 дистриктов:
| № | Наименование дистрикта | Наименование дистрикта (порт.) | Территория, км² | Население, чел.(2010) | Население, чел.(2010) | Население, чел.(2010) | Плотность, чел./км² | Код дистрикта |
| № | Наименование дистрикта | Наименование дистрикта (порт.) | Территория, км² | всего                 | городское             | сельское              | Плотность, чел./км² | Код дистрикта |
| 1 | Бужару                 | Bujaru                         | 620,63          | 18 734                | 8005                  | 10 729                | 30,19               | 150190705     |
| 2 | Гуажара-Асу            | Guajará-Açu                    | 384,54          | 6961                  | 94                    | 6867                  | 18,1                | 150190710     |

## Важнейшие населенные пункты
| № | Населённый пункт | Населённый пункт (порт.) | Категория | Население чел. (2010) | На карте                       |
| - | ---------------- | ------------------------ | --------- | --------------------- | ------------------------------ |
| 1 | Бужару           | Bujaru                   | город     | 8005                  | 1°31′02″ ю. ш. 48°02′27″ з. д. |
| 2 | Гуажара-Асу      | Guajará-Açu              | поселок   | 94                    | 1°42′04″ ю. ш. 48°08′11″ з. д. |